# فاليريو كونتي
فاليريو كونتي (بالإيطالية: Valerio Conti)‏ (و. 1993  م) هو راكب دراجة هوائية إيطالي، ولد في روما، شارك في طواف إسبانيا، وطواف إسبانيا 2014.

## سجل الفوز

### سباقات أو مراحل فاز بها
| التاريخ        | السباق                          | المركز                                           |
| -------------- | ------------------------------- | ------------------------------------------------ |
| 01 يناير 2013  | 2013 Ruota d'Oro                |                                                  |
| 12 أكتوبر 2014 | 2014 Gran Premio Bruno Beghelli | الفائز في التصنيف العام                          |
| 24 مايو 2015   | طواف اليابان 2015               |                                                  |
| 08 أكتوبر 2015 | كوبا ساباتيني 2015              | العاشر في التصنيف العام                          |
| 15 مارس 2016   | تيرينو ادرياتيكو 2016           | الثالث في تصنيف الجبال                           |
| 29 مايو 2016   | طواف إيطاليا 2016               | الثالث في تصنيف أفضل شاب                         |
| 30 يوليو 2016  | طواف بحيرة تشينغهاى 2016        | السابع في تصنيف الجبال                           |
| 27 مايو 2018   | طواف إيطاليا 2018               | الرابع في تصنيف أفضل شاب، الثامن في تصنيف الجبال |
| 10 يونيو 2018  | سباق دوفين للدراجات 2018        | السادس في تصنيف أفضل شاب                         |
| 24 يونيو 2018  | سباق أدرياتيكي يونيكا 2018      | الخامس في التصنيف العام                          |
| 03 فبراير 2019 | فولتا سان خوان 2019             | الرابع في التصنيف العام                          |
| 29 أغسطس 2020  | 2020 Trofeo Matteotti           | الفائز في التصنيف العام                          |

## روابط خارجية
- فاليريو كونتي على موقع الاتحاد الدولي للدراجات (الإنجليزية)
- فاليريو كونتي على موقع أرشيف الدراجات (الإنجليزية)
- فاليريو كونتي على موقع إحصائيات الدراجات الإحترافية (الإنجليزية)
- فاليريو كونتي على موقع نسبة الدراجات (الإنجليزية)
- فاليريو كونتي على موقع CycleBase (الإنجليزية)